# Österreichische Rote Hilfe
Die Österreichische Rote Hilfe war eine Sektion der Internationalen Roten Hilfe. Sie wurde 1923 im Rahmen der Kommunistischen Partei Österreichs (KPÖ) geschaffen und ab 1925 trat die Rote Hilfe Österreichs als formal selbständige, aber in Wirklichkeit von der KPÖ gelenkte überparteiliche Mitgliederorganisation auf.
Nach dem Schattendorfer Urteil wurde die parteiübergreifende Solidarität organisiert, was zu einem erheblichen Mitgliederzuwachs führte. So engagierte sich die Rote Hilfe nicht nur für von Repression bedrohte Kommunisten, sondern auch für Mitglieder der Sozialdemokratischen Arbeiterpartei Österreichs und für Parteilose. Darüber hinaus wurden Geldsammlungen für politische Gefangene im Ausland vorangetrieben, etwa für die in den USA inhaftierten Anarchisten Sacco und Vanzetti. Die Mitarbeit in den Rote Hilfe-Gruppen entwickelte sich während der NS-Herrschaft in Österreich vielfach spontan in den Betrieben, als Reaktion auf die Verhaftung von Kollegen, sowie nicht selten auch auf Grund von Willkürmaßnahmen der Betriebsleitung. Die Österreichische Rote Hilfe, welche von der jüdischen Kommunistin Malke Schorr geleitet wurde, bestand legal bis 1933 und später im Untergrund bis zum Ende des Zweiten Weltkriegs.
Im Jahr 2015 wurde in Innsbruck der erste Rote Hilfe Verein seit 1945 neu aufgebaut, der sich in historischer Tradition der Roten Hilfe Österreichs versteht.
Im Jahr 2018 folgte in Wien die Gründung einer weiteren Gruppe der Roten Hilfe, welche sich in ihrer Gründungserklärung auf die historische Rote Hilfe unter Malke Schorr bezieht.